# Lauro Toneatto
Lauro Toneatto (né le 21 janvier 1933 à Udine, dans le Frioul-Vénétie Julienne et mort le 13 mai 2010 à Sienne) est un footballeur et entraîneur italien.

## Biographie
Lauro Toneatto évolue au poste de défenseur. Il commence sa carrière à Empoli FC, puis joue huit saisons à l'AC Sienne, remportant une D4 italienne en 1956.
Il est entraîneur pendant 22 saisons pour 12 clubs (AC Sienne, AS Bari, Pise Calcio, US Foggia, AC Arezzo, Cagliari Calcio, SS Sambenedettese Calcio, Sampdoria Gênes, AC Pistoiese, Tarente Sport et AC Reggiana). Il remporte une Série C en 1967 avec l'AS Bari et une Série B en 1973 avec l'US Foggia.

## Clubs

### En tant que joueur
- 1952-1954 : Empoli FC
- 1955-1963 : AC Sienne

### En tant qu'entraîneur
- 1964-1966 : AC Sienne
- 1966-1969 : AS Bari
- 1969-1970 : Pise SC
- 1970-1972 : AS Bari
- 1972-1975 : US Foggia
- 1975-1976 : US Arezzo
- 1976-1978 : Cagliari Calcio
- 1978-1979 : SS Sambenedettese
- 1979-1980 : UC Sampdoria
- 1980-1981 : Pise SC
- 1981-1982 : US Pistoiese
- 1982-1983 : AS Tarente
- 1983-1984 : AC Reggiana
- 1984-1985 : AS Tarente
- 1985-1986 : Ternana Calcio
- 1986-1988 : AC Rondinella MF
- 1989-1989 : AS Cynthia

## Palmarès

### En tant que joueur
- Championnat d'Italie de football D4

- - Champion en 1956

### En tant qu'entraîneur
- Championnat d'Italie de football D2
  - Champion en 1973
- Championnat d'Italie de football D3
  - Champion en 1967